# Plan Bolívar 2000
El Plan Bolívar 2000 fue la primera de las misiones bolivarianas lanzada el 27 de febrero de 1999 durante el Primer gobierno de Hugo Chávez. El programa estuvo a cargo del general Víctor Cruz Weffer. Según el Departamento de Estado de los Estados Unidos, Chávez quería enviar el mensaje de «que los militares no eran una fuerza de represión popular, sino una fuerza de desarrollo y de seguridad». El Departamento de Estado también observó que la misión fue "inaugurada 23 días después de su inauguración" y que Chávez quería recordarle a sus seguidores más cercanos que no habían sido olvidados.

## Historia
El programa incluyó a alrededor de 40 000 soldados venezolanos que se involucraron en actividades en contra de la pobreza puerta a puerta, incluyendo vacunaciones masivas, distribución de comida y educación. Venezolanos pobres y enfermos fueron trasladados en aviones militares de cargamento para buscar empleo, educación y atención.
El programa estuvo a cargo del general Víctor Cruz Weffer, (detenido en 2018). Como el rutilante jefe del Plan Bolívar 2000, quien se encargaría de manejar un presupuesto de 73.175 millones de bolívares (unos $114,3 millones de la época) entre 1999 y 2000. Diversos escándalos afectaron el programa debido a señalamientos en contra de generales involucrados en el plan, declarando que hubo cantidades significantes de dinero que fueron desviadas.

## Corrupción
El Plan Bolívar 2000 es considerado uno de los primeros casos de corrupción más conocidos a comienzos del período de gobierno de Hugo Chávez. En 1999, el poder ejecutivo lanzó una serie de proyectos bajo el nombre de Plan Bolívar 2000 que sería producto de una alianza cívico-militar. El programa se extendió hasta el 2001, cuando fue sustituido por el Plan Pro-Patria. En 1999 se manejaron 36.000 millones de bolívares y unos 37.000 millones en el 2000. Más de 150 millones de dólares desaparecieron de este plan sin rendición de gastos.
El contralor general Eduardo Roche Lander comenzó a investigar este caso en 1999. Entre otras cosas, detectó irregularidades en el manejo del dinero por las guarniciones de Barcelona, Ciudad Bolívar y Maturín. Una de las primeras denuncias se refirió al militar Manuel Rosendo.[cita requerida] Aun así, Hugo Chávez declaró públicamente que "quizás es una falta administrativa que necesita una multa; pero no es para encender el ventilador”. Otros militares denunciados fueron el general Jorge García Carneiro, comandante de guarnición en Mérida, y el general Mervin López Hidalgo, comandante de la división guariqueña. Solo un soldado y un sargento a cargo del general López Hidalgo fueron detenidos por cobrar cheques endosados por el general. Roche fue sustituido en el 2000 por Clodosbaldo Russián. El 23 de diciembre de 2001 Chávez destituye al comandante general del Ejército de Venezuela, general Víctor Cruz Weffer, supuestamente implicado en casos de corrupción. Los señalamientos tienen que ver con el manejo de los recursos para el "Plan Bolívar 2000". Fue sustituido en el cargo por el general Efraín Vásquez Velasco. El 7 de septiembre de 2013, el Tribunal Supremo de Justicia de Venezuela ordena juzgar al general Cruz Weffer por corrupción finalmente.